# Wiener Würfeluhr

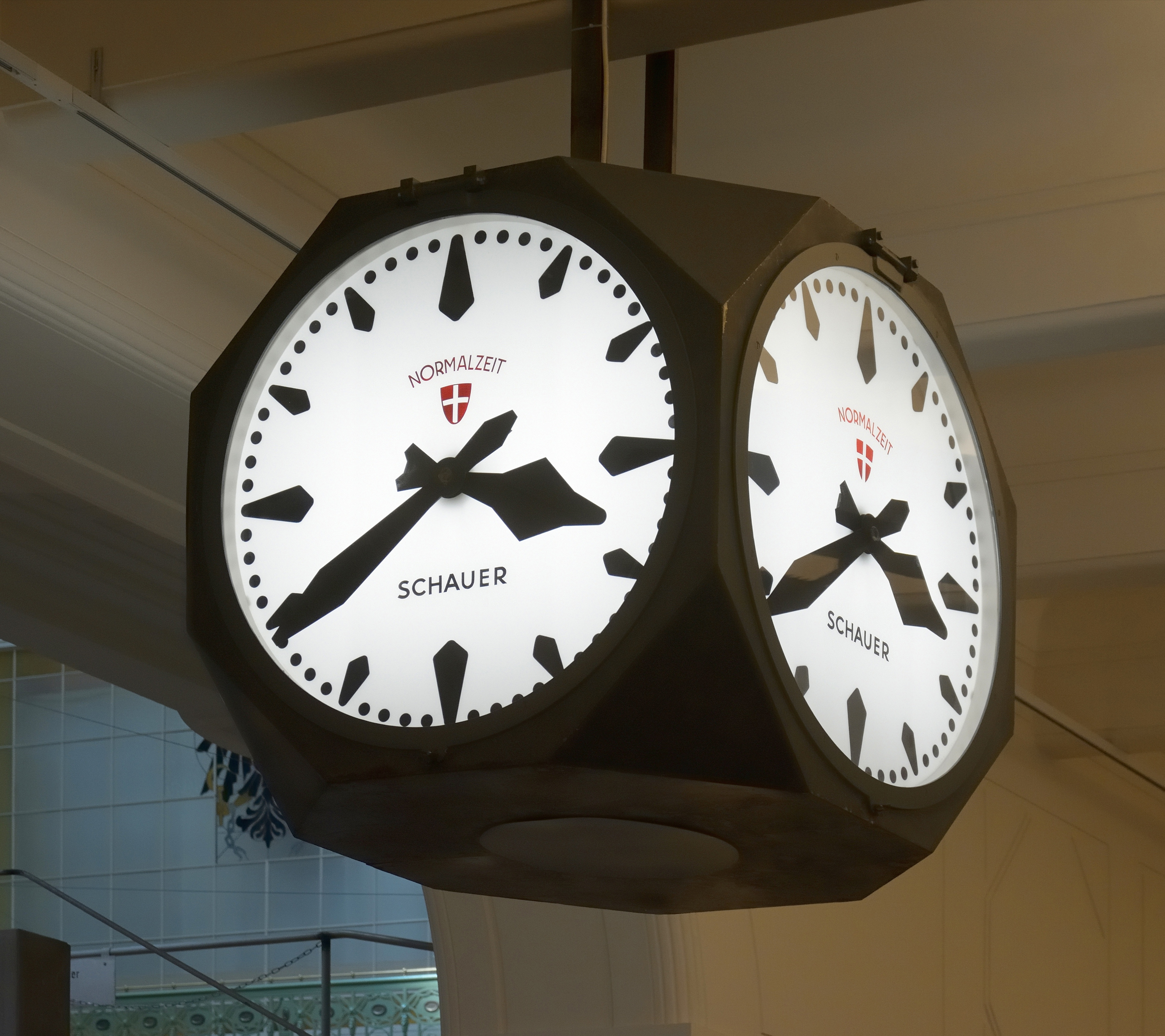
Würfeluhr in der traditionellen Ausführung: Mit rotem Schriftbogen „Normalzeit“ und dem Wappen der Stadt Wien (Fernsteuerung) und „Schauer“ (Herstellerfirma); Ausstellungsstück des Technischen Museums Wien.

Die von der Stadt Wien betreuten Uhren und vor allem die Wiener Würfeluhren sind Normaluhren und Bestandteil des Stadtmobiliars.

## Geschichte
1885 installierte die Stadt Wien probeweise die erste Ständeruhr auf dem Wiener Naschmarkt. Es handelte sich dabei noch um keine Würfeluhr; die damaligen Ständeruhren hatten oft drei Zifferblätter.
Der erste Prototyp der bald zur Würfeluhr entwickelten Uhr wurde 1907 neben der Wiener Staatsoper an der Kreuzung der Ringstraße mit der Kärntner Straße aufgestellt. Die Uhr wurde elektrisch betrieben; eine Mutteruhr in einer nahegelegenen Litfaßsäule (Plakatsäule) an der Ringstraße steuerte die Würfeluhr durch elektrische Impulse. Das Design der wenig später aufgestellten Folgemodelle entsprach dann bereits der jahrzehntelang angewandten Bauart.

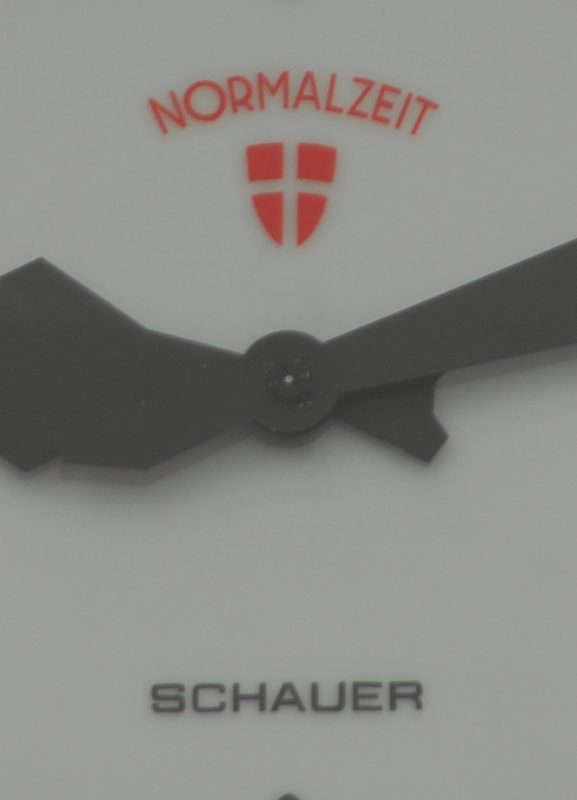
Traditionelle Beschriftung auf dem Zifferblatt, ober/unter der Zeigerachse

Nach dem Ersten Weltkrieg wurde das Netz der gemeindeeigenen Uhren auf eigenen Ständern und Lichtmasten verstärkt ausgebaut. Hilfreich dabei war, dass an Stelle der sehr schweren Räderuhrwerke kleinere und leichtere Schwingankeruhrwerke zum Einsatz kamen.
Nachdem 1948 ein zentrales Uhrensteuersystem über das Leitungsnetz der Wiener Feuerwehr eingeführt wurde, gab es 1965 bereits 115 Uhren, die zentral gesteuert wurden. Weitere 22 mussten nach wie vor von Hand aufgezogen werden.
Nachdem 1919 der erste Versuch, Uhren per Funk zu steuern, eingestellt worden war, wurde er im Jahr 1970 wieder aufgenommen. Der dazu benötigte Sender befand sich in der Senngasse 2 in Simmering (Sitz der Magistratsabteilung (MA) 33 – Wien leuchtet) im dortigen Amtshaus, der zugehörige Empfänger in der Martinstraße 100 in einem weiteren Amtshaus der Stadt Wien. Am 18. Mai 1971 erfolgte Am Heumarkt in Wien-Landstraße die offizielle Inbetriebnahme der ersten funkgesteuerten Würfeluhr.
Anfang des Jahres 2007 sorgte die Nachricht, dass die Wiener Würfeluhren möglicherweise bald aus dem Stadtbild verschwinden könnten, für Aufregung.
Zwar ist die MA 33 für die technische Betreuung der Uhren zuständig, für die Kosten muss auf Grund einer Änderung der Landesverfassung von Wien allerdings seit dem 1. Jänner 1988 der jeweilige Bezirk aufkommen. Und da zahlreiche Uhren aus Altersgründen durch ein modernes Exemplar ersetzt werden müssten, überstiegen die Kosten dafür – Stückpreis rund 18.000 Euro – häufig die finanziellen Möglichkeiten des Bezirksbudgets.

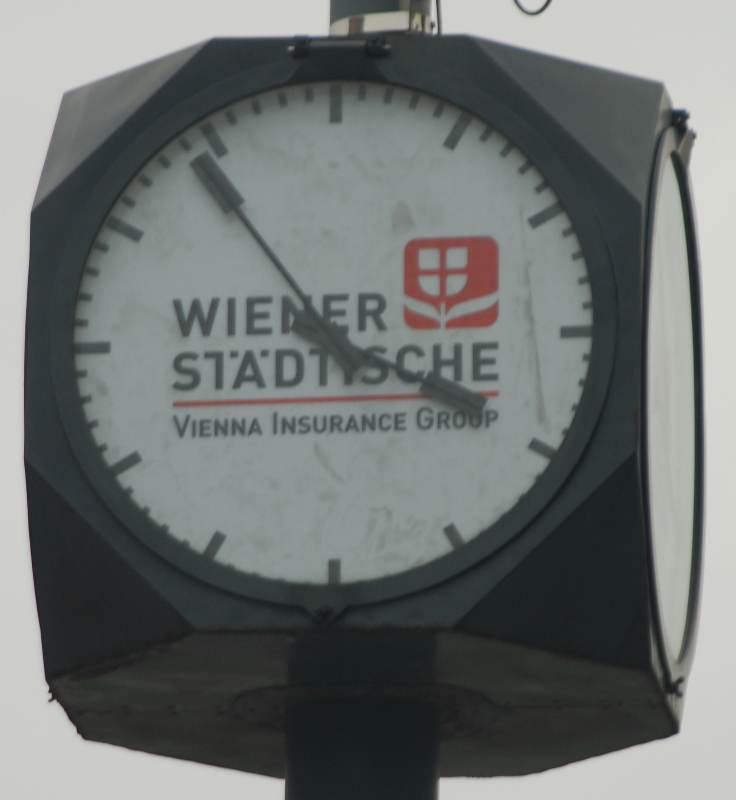
Würfeluhr als Werbefläche der Wiener Städtischen Versicherung, zarte Zeiger (21. März 2008)

Gesichert wurde der Fortbestand der Würfeluhren durch die Wiener Städtische Allgemeine Versicherung, die die Kosten für die Erneuerung der Uhren in der Höhe von 550.000 Euro übernahm. Zusätzlich zu diesem Betrag bezahlt die Wiener Städtische für jede Uhr jährlich einen Betrag von 733,33 Euro dafür, dass sie ihr Firmenlogo anstelle des bisherigen Wiener Wappens auf den Zifferblättern anbringen darf. Die erste derartige Uhr wurde am 28. November 2007 beim Ringturm, dem Sitz der Versicherung, von Bürgermeister Michael Häupl, Stadtrat Rudolf Schicker und Generaldirektor Günter Geyer der Presse vorgestellt. Auf Grund der schlechten Erkennbarkeit der zart designten Zeiger vor dem mit dem Logo versehenen Hintergrund wurde diese Uhr Ende März 2008 durch eine besser ablesbare Version ersetzt.
Dies sorgte allerdings für Kritik. Die Wiener Grünen bemängelten, dass hier Werbeflächen ohne öffentliche Ausschreibung vergeben würden. Von diesem Sponsoring nicht betroffen sind die Kosten für die laufenden Wartungsarbeiten. Diese verbleiben weiterhin bei den Bezirken.
Am Floridsdorfer Spitz wurde unterdessen aus diesem Grund die erste Würfeluhr abmontiert. Da sich der sozialdemokratische Bezirksvorsteher – unterstützt von der Freiheitlichen Partei – auf den Standpunkt stellte, dass zu Zeiten, in denen jeder eine Armbanduhr oder ein Handy besitzt, öffentliche Uhren nicht mehr notwendig seien und das Geld bei anderen Investitionen im Bezirk besser angelegt sei, initiierte das „Floridsdorfer Bezirksblatt“ fbz in der Bevölkerung eine Spendenaktion, um Geld für die Anschaffung einer modernen Würfeluhr zu beschaffen. Diese Aktion wurde wiederum von den Grünen im Bezirk unterstützt. Am 30. November 2007 – zwei Tage nach der Präsentation der neu gestalteten Uhren – wurde am Floridsdorfer Spitz wieder eine Würfeluhr in Betrieb genommen.
Unterdessen sind alle abgebauten originalen Würfeluhren 2008 durch die Firma lichterloh von der MA 33 angekauft, teilweise restauriert worden und zwölf österreichische Künstler beauftragt mit den Würfeluhren ein Projekt zu starten, dass zum zwanzigjährigen Firmenjubiläum der Firma lichterloh in der Anker Expedithalle in 1100 Wien zu Ausstellung gelangte. Die Wort- und Bildmarke des Normalzeit Zifferblattes wurden durch lichterloh beim österreichischen Patentamt zum Schutz angemeldet. Der Stadthistoriker Peter Payer wurde beauftragt die Geschichte der Wiener Würfeluhr zu verfassen und im Zuge der Buchpräsentation im technischen Museum eine Original Würfeluhr an die Direktorin des Technischen Museums Gabriele Zuna-Kratky übergeben.
Im Februar 2012 wurde die ehemalige Uhr vom Stock-im-Eisen-Platz im Dorotheum versteigert. Rufpreis waren 10.000 Euro. Tatsächlich erzielt wurden schließlich 14.940 Euro.
Ab 12. Juni 2015 Präsentation „Zeitgeschichte am Handgelenk“, designt von Fredi Brodmann, Wiener Uhrendesigner, der in New York lebt und arbeitet. Die Wiener Würfeluhr wurde aufs Handgelenk angepasst, als neues Wien-Souvenir.
2018 wurde der Sponsorenvertrag der Stadt Wien mit der Wiener Städtischen neu verhandelt und um weitere zehn Jahre verlängert.
Im Juni 2019 übernahm Christof Stein die Markenrechte des Original Normalzeit Zifferblattes und erweiterte den Schutz auch auf die USA. Er ist seitdem alleiniger Hüter der Normalzeit.

## Gestaltung
Die Form der Wiener Würfeluhr besteht seit etwa 1900. Sie basiert auf einem Hexaederstumpf, einem Polyeder aus 6 gleichseitigen Acht-Ecken und 8 ebensolchen Dreiecken. Das entspricht einem Würfel, dessen Ecken gekappt worden sind. Um auch bei Dunkelheit eine gute Sichtbarkeit zu gewährleisten, sind die vier kreisrunden Zifferblätter hinterleuchtet.
Das Jahr 2000 wurde zum Anlass genommen, ein Redesign der Wiener Würfeluhr vorzunehmen. Die altgewohnte analoge Würfeluhr wurde mit einem Glaswürfel umgeben, auf dem die Zeit in digitaler Form angezeigt wird. Das erste derartige Exemplar wurde im 11. Wiener Gemeindebezirk Simmering in der Senngasse 2, dem Sitz der Magistratsabteilung 33, aufgestellt, scheint unterdessen aber wieder demontiert worden zu sein.

## Technik
Nach der Inbetriebnahme der ersten funkgesteuerten Würfeluhr wurde die Technik der Fernbeeinflussung weiterentwickelt.
1976 wurden erstmals Funkempfangsmodule – so genannt Teleboxen – eingesetzt. Der dafür benötigte UHF-Sender im 70-cm-Band wurde von der für die Betreuung der Würfeluhren zuständigen MA 33 betrieben.
Zwischen 1984 und 1986 entwickelte die MA 33 in ihrem Versuchsraum ein Steuergerät, welches das Zeitsignal des von der Deutschen Bundespost betriebenen DCF77-Zeitzeichensenders aus Mainflingen in Deutschland für die öffentlichen Uhren umsetzte. Die erste damit ausgestattete Uhr wurde am 9. Mai 1987 in der Inneren Stadt Am Hof in Betrieb genommen. Mit der 1996 erfolgten Umstellung der letzten Würfeluhr auf den Betrieb mittels DCF-Zeitzeichens endete die Periode des magistratseigenen Uhrenfunks.
Im gleichen Jahr wurde mit der Würfeluhr in der Dreiständegasse im 23. Wiener Gemeindebezirk Liesing erstmals eine öffentliche Uhr zu Versuchszwecken mit einem GPS-Empfänger ausgerüstet. Wegen technischer Probleme wurde dieser Versuch nach acht Monaten beendet. Im Jahr 2002 begann die Umrüstung der Uhren mit serienreifen GPS-Empfängern zur Steuerung der Uhrzeit. Grund für diese neuerliche Umstellung waren Störungen des DCF-Funksignals zufolge elektromagnetischer Störungen. Nachteil des GPS-Zeitzeichens ist allerdings, dass dieses die Umstellung zwischen Sommer- und Winterzeit nicht überträgt. Ausgeglichen wird dies durch einen Mikroprozessor, der diese Umstellung anhand des Datums übernimmt. 2008 wurden schließlich alle Würfeluhren in Wien auf Steuerung durch GPS umgestellt. 2 Zweier-Teams fahren in 8 Stunden ab der Umstellung also bis 10 Uhr vormittags ganz Wien ab um den Erfolg vor Ort zu kontrollieren.
Die vier weithin sichtbaren Uhren eines Würfels sind technisch „Nebenuhren“, jede einzeln angetrieben, früher durch Schrittmotore, heute durch etwa 8 × 8 cm kleine Zeigerwerke, schon immer gesteuert durch nur eine „Hauptuhr“ im Würfel. Dieses Hirn misst aktuell nur etwa 25 × 25 × 15 cm und liegt unter den 18 W-Leuchtstoffröhren (seit dem Abschluss der Renovierungen 2019 LED-Beleuchtung), die die – für Service-Zwecke nach oben klappbaren – Zifferblätter von innen bescheinen.
Hersteller der „Lichtmastuhr Modell ‚Wien’ mit Beleuchtung“ und 85 oder 105 Zentimeter Seitenlänge – so die offizielle Bezeichnung – ist die in Wien ansässige Firma Schauer Time Systems.

## Würfeluhren anderswo

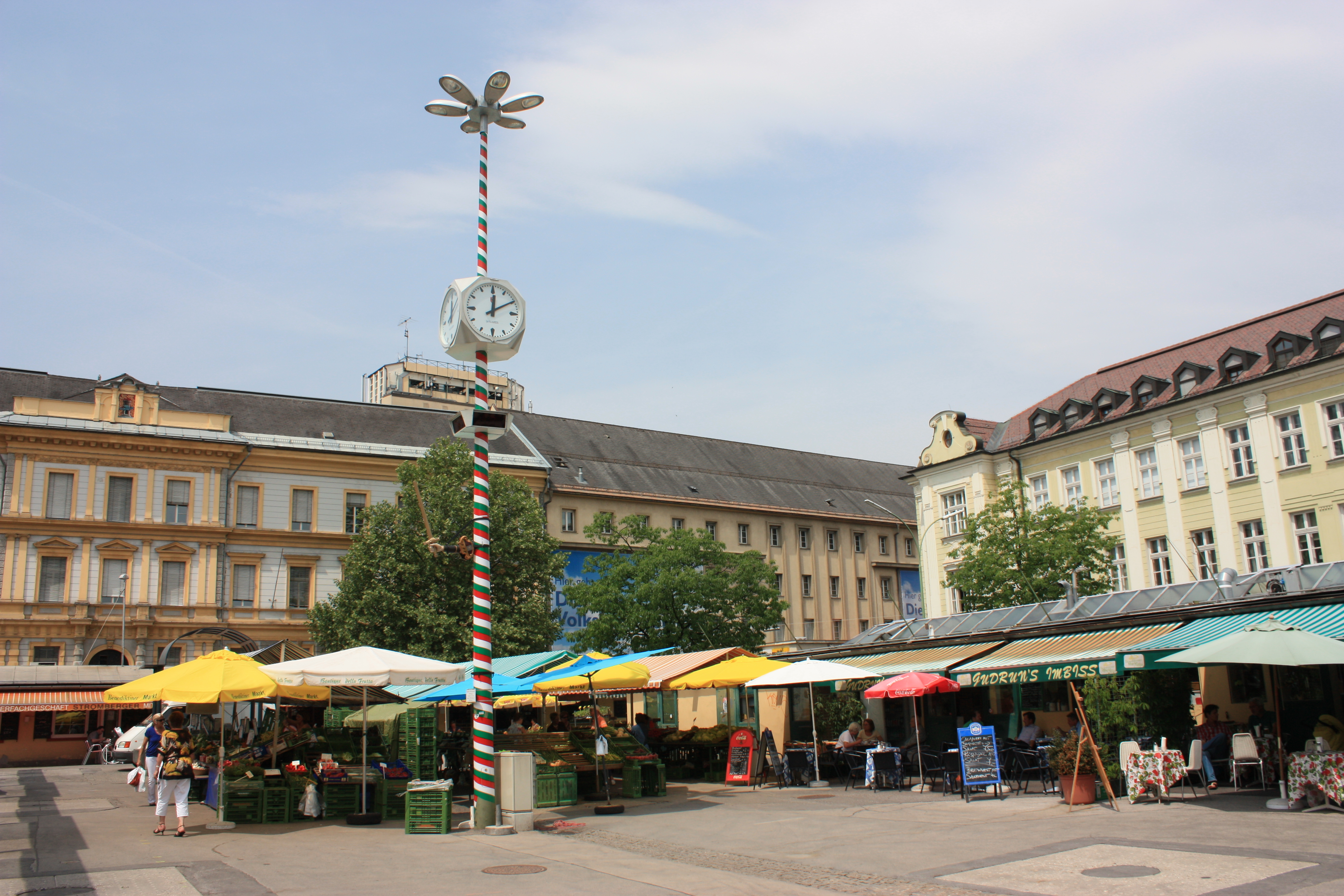
Klagenfurt, Benediktinermarkt

In Klagenfurt trägt auf dem Benediktinermarkt (Benediktinerplatz) ein zentral gelegener Beleuchtungsmast eine Würfeluhr, unterhalb der Zeigerachse das Logo und den Namen der Klagenfurter Sicherheitstechnikfirma Aares.
In Villach besteht auf dem Vordach des Geschäftsportals Moritschstraße 1, Ecke 10.-Oktober-Straße (ehemals Strußnig&Berger, dann Salamander, 2010–2024 Lederfranz), eine aufgeständerte Würfeluhr.
In Wels stand um 1961 und viele weitere Jahre vor dem Semmelturm-Hochhaus auf dem Kaiser-Josef-Platz (am Nordostende auf der Verkehrsinsel) ein etwa 15 m hoher Mast mit Leuchte oben und nachts beleuchteter Würfeluhr gleichen Designs auf halber Höhe mit (Maße geschätzt) 105 cm Seitenlänge. Das Zifferblatt trug als Aufschrift allerdings nur ein kurzes Wort unter der Zeigerachse.
Auch in Zagreb gibt es die Würfeluhren, allerdings ist das Gehäuse blau.

## Uhren in anderen Städten
- Die alte Konstanzer Hafenuhr enthält einen der Würfeluhr sehr ähnlich geformten Korpus, doch deutlich andere Zeiger und Ziffernblätter.
- Falke-Uhr (Hannover)
- Berlin-Uhr
- Linear-Uhr (Kassel)
- Die Weikhard-Uhr in rundem Gehäuse befindet sich seit 1930 auf dem Hauptplatz in Graz. Sie ist beliebter Treffpunkt und Thema eines 2014 entstandenen Films.[18][19] Der Mast wurde Mitte Juli 2019 durch einen Lkw im Zuge von Bauarbeiten am Straßenbahngleis verbogen, die Uhr demontiert und Ende August 2019 wieder neu montiert. Sie weist heute ein durch LED-Elemente hinterleuchtetes Ziffernblatt auf.[20][21]
- In Graz ist auf dem Hochhaus Lendplatz 20 / Keplerstraße[22] ein Dreiseitprisma auf einer schlanken Säule aufgeständert. Eine der drei von innen beleuchteten quadratischen Seitenflächen bildet mit 2 dunklen, frei vorstehenden Zeigern und 12 Strichen eine Uhr, die anderen zwei tragen Werbelogos der Steiermärkischen Sparkasse, die eine Filiale im Haus betreibt. Das etwa 3,5 m breite und hohe Prisma rotierte mit Unterbrechungen bis etwa 2016 motorbetrieben, seitdem nur mehr wenig und erratisch bei Starkwind.

## Wiener U-Bahn-Würfel
Der blaue U-Bahn-Würfel markiert mit vier weißen „U“s Eingänge zu Stationen der Wiener U-Bahn.
1971 entworfen von der Architektengruppe U-Bahn (AGU) lehnt er sich mit Absicht an die Form der Würfeluhr an. Eine Kugel mit laut Plan 110,13 cm Durchmesser wird von den Flächen eines Würfels mit etwa 80 cm Seitenlänge  angeschnitten. Als plane Anschnitte ergeben sich sechs Kreisflächen mit etwa 76 cm Durchmesser. Die würfelförmig angeordneten Kreisflächen werden durch ein Gerippe der Kugelfläche verbunden, das an den schmalsten Stellen, etwa am Kugeläquator, 5,7 cm Breite misst.
Die vier vertikal stehenden Kreisflächen werden bei Dunkelheit von innen durchleuchtet und zeigen jeweils ein weißes „U“ auf blauem Grund. Das ebenfalls blaue Kugelgerippe besteht aus Glasfaserkunststoff, obere und untere Kreisplatte aus Blech, eine davon trägt den Ständer und innen das kugelförmige Leuchtmittel.